# Клиново-Новосёловка
Клиново-Новосёловка (укр. Клинова-Новоселівка,; до 2024 года — Александровка) — село, Александровский сельский совет, Золочевский район, Харьковская область, Украина.
Являлось до 17 июля 2020 года административным центром Александровского сельского совета, в который, кроме того, входили сёла Завадское, Скорики, Тимофеевка и Широкий Яр. До 1925 года центром сельсовета были Ивашки, ныне входящие в Одноробовский поссовет; в 1925 сельсовет был переведён из Ивашков в Конгрессовку.

## Географическое положение
Село Александровка расположено в 17 км от Золочева и в 7 км от ж.д. станции Одноробовка по обеим берегам реки Гайворонка либо Грайворонка (устар. название Казачья) между двумя балками — Клиновой и Кочержиной. Выше по течению Грайворонки к Александровке примыкают сёла Широкий Яр (расположено в 500 м от Александровки), ниже по течению Ивашки (вплотную примыкает к Александровке), на правом берегу расположены сёла Завадское и Скорики, фактически являющиеся частями Александровки. Выше по течению Кленового (Тимофеевского) ручья расположено село Тимофеевка.
Село имеет две оси: главная вытянута вдоль реки Грайворонки по её левому берегу от Лютовки к Ивашкам; перпендикулярная ей вытянута от Грайворонки по левому берегу длинного Сахарного ставка в Кле(и)новой балке на Тимофеевском ручье (бывшей малой реке Кленовке) к селу Тимофеевке.
По селу протекает несколько ручьёв с запрудами. Всего больших прудов два: Сахарный (основной) на Тимофеевском ручье в Кленовой балке, на правом берегу которого расположен Конгрессовский сахарный завод, а на левом — историческая часть села. Плотина данного ставка построена после 1869 года до 1913 года. В Сахарном ставке водятся карп обыкновенный, карп зеркальный, плотва, карась. Другой ставок находится в Кочержиной балке за бывшей молочной фермой на дороге в Россию, до которой от него 3 км.
Историческая часть села, обнесённая в начале XX века при постройке сахарного завода стеной из шлака для предотвращения доступа посторонних, расположена на возвышенности на левом берегу Грайворонки над Сахарным ставком. Там находятся дом б. управляющего заводом (ул. Ленина, 1), водокачка (в 2000-х разрушена), старый дореволюционный парк (в 2000-х спилен), а за ними — новая школа. В настоящий момент старая стена вокруг завода сохранилась, вокруг посёлка сохранилась частично.
На Лютовку-Лемещино от Александровки идёт автомобильная дорога С-211308.

## История
Село Кленово-Новосёловка (укр. Клинова-Новоселівка) возникло во второй половине XVIII века путём заселения крепостными крестьянами, вывезенными их помещиками из Курска, Богодухова, Головчина, Кондровки, Антоновки, Ахтырки. Названо Новосёловкой, поскольку новое село вклинивалось своими землями между старыми слободами: Лютовкой (основана в XVII веке) и Одноробовкой (основана в 1724 году). Изначально в 18 веке балка, где сейчас Сахарный ставок, называлась Кленовая (укр. Клинова), поскольку на её склонах и в ней было много клёнов; также много клёнов было в Кочержиной балке, что в 1860-х годах отразилось на военно-топографических картах Российской империи Шуберта.
В середине 19 века название села сократилось до «Клиновое».
Село никогда не являлось слободой, населённой свободными людьми Слобожанщины, и изначально было заселено крепостными крестьянами. Население занималось земледелием и «грубым кустарным ремеслом». По словам старожилов, некоторых крестьян местные помещики «меняли на собак и размещали на своих землях». Позднее в селе поселились отставные солдаты царской армии.
Село с 1779 года входило в Богодуховское комиссарство Ахтырской провинции Слободской губернии, а затем, после его упразднения, вошло в Богодуховский уезд Харьковской губернии, а затем в Золочевский район.
Входило в Лютовскую волость. Уездными предводителями дворянства часто избирались владельцы Лютовки-Александровки; последним был граф Николай Клейнмихель, убитый в 1918 году.
Село с 30-х годов 19 века принадлежало, вместе с Лютовкой, статс-даме из Петербурга, Клеопатре Хорват (во втором браке — Клейнмихель, 1811—1865), жене строителя Николаевской железной дороги графа Петра Клейнмихеля, и получило прозвание «Клеопатровка», но крестьяне её называли «Лепатрой», что дало повод неофициально называть село в 19 веке «Липатровкой».
Клеопатра Петровна, имевшая 6675 десятин земли, поместье в соседней Лютовке и крепостных крестьян в Харьковской и Белгородской губерниях, принялась энергично заселять Кленово-Новосёловку. Имением руководил управляющий, владелицей назначенный; прибыль, полученная в имении, отправлялась ей, жившей с мужем в столице — СПб светской жизнью и приезжавшей в село, по словам старожилов, раз в год.
Управляющий имением с «есаулами» жестоко эксплуатировал крепостных; в середине 19 века крестьяне напали на управляющего и убили его. Клеопатра, услышав о бунте крестьян, послала в село на усмирение казаков, которые с жестокостью расправились с крестьянами; некоторые крестьяне были отданы в солдаты, другие отправлены на каторгу, третьи высланы в отдалённые места.
По официальной версии, после «Великой реформы» 1861 года, отменившей крепостное право, село было переименовано в Александровку в честь императора-«освободителя» от крепостного права Александра II; подписавшего 19 февраля (3 марта) 1861 года Манифест об отмене крепостного права и освобождении крепостных крестьян, составлявших большинство населения села. По другой версии, село было переименовано в 1881 году в честь убиенного императора Александра Второго после его убийства народовольцами в Санкт-Петербурге 1 марта.
В 1882 году в Александровке была построена саманная школа. Первым учителем был Плахотник Андрей Семёнович, уроженец села Сенное Богодуховского уезда.
Внук Клеопатры граф Николай Владимирович Клейнмихель (1877—1918) для ведения сельского хозяйства, в частности, для выращивания пшеницы и сахарной свеклы, выкупил земли на севере Богодуховского и Харьковского уезда на границе с Курской губернией вокруг Лемещино, Субботино, Рясного, Петровки, Барановки и Александровки. В сёлах были назначенные графом управляющие, которые отчитывались о состоянии хозяйства. Граф лично имел 4865 десятин земли. Александровка была географическим центром экономий графа, расположенных к востоку, западу и югу от неё, что привело с конца 19 века к росту её населения, экономическому развитию и последующей постройке тут сахзавода.
В 1905 году крестьяне начали возмущение; Клейнмихель вызвал казаков; крестьяне успели разгромить экономию в Петровке и частично в Лютовке. Нескольких человек казаки убили.
В 1905-1913 годах в Александровке предводителем дворянства Богодуховского уезда, владельцем усадьбы в Лютовке графом Николаем Клейнмихелем был построен Лютовский сахарный завод, к которому была в 1926 году подведена железная дорога от Одноробовской линии магистрали Золочев-Новоборисовка-Льгов.
В 1912 году земство построило школу в центре села, где обучались 70 учеников, в 1923 году их уже было сто.
С начала января 1918 года село входит в ДКР; тогда же впервые была установлена советская власть. Был создан ревком, национализировавший «все способы связи», помещичьи усадьбы и сахарный завод.
В середине апреля 1918 село было оккупировано австро-германскими войсками II Рейха; затем оно вошло в державу гетмана Скоропадского (до конца ноября 1918).
В начале января 1919 года была опять установлена советская власть. В середине июня 1919 село заняли войска Добровольческой армии Вооружённых сил Юга России под командованием В. Май-Маевского и оно вошло в состав Харьковской области ВСЮР.
В середине декабря 1919 село заняли войска РККА и оно вошло в УССР.
После окончательного установления Советской власти в декабре 1919 года, между 1920-м и 1924-м годом, поскольку село было названо в честь русского царя,оно было переименовано в село Конгрессовка в честь Конгресса III Коммунистического Интернациона́ла, который проходил в Москве; между 1943 и 1966 было возвращено название Александровка, поскольку 15 мая 1943 года Коминтерн официально был распущен.
В 1921 году в селе была создана партийная организация РСДРП(б).
Пять лет, с 1920 по 1924 год, сахзавод не работал. В 1924 году было закуплено оборудование (машины и станки), произведён ремонт, приготовлены квартиры для рабочих, в основном набранных из незаможных селян, пострадавших от неурожая. После пяти лет простоя (послевоенной разрухи), переименованный в Конгрессовский, сахзавод был запущен 1 октября 1924 года.
В 1924 году в селе был построен клуб (на северном берегу Сахарного ставка).
В 1925 году в селе была открыта «неполно-средняя» школа, которая затем в связи с коллективизацией называлась «школа колхозной молодёжи», а с 1930 года — фабрично-заводской семилеткой (где, как говорили, учились «фабзайцы». В школе был столярный цех; учеников обучалось около пятисот.
1 апреля 1926 года в селе было образовано общество (товарищество совместной обработки земли); имевшее 100 гектаров земли, свой трактор и молотилку «Звезда».
В 1928 году было создано ТСОЗ имени 1 Мая, затем реорганизованное в одноимённый колхоз (названный в честь праздника), который в 1931 году переименовали в «Красный Октябрь» (укр. «Червоний Жовтень» — в честь ВОСР), в 1932 он был переименован во «Всемирный Октябрь» (укр. «Всесвітний Жовтень»), а в 1936 назван в честь жены Ленина Надежды Крупской.
В 1932 году коллективизация сельского хозяйства в селе была закончена. В состав колхоза входило 61 хозяйство, в нём было 267 членов, колхоз имел 763 га земли, 44 коровы, 19 голов молодняка, 35 лошадей и волов, мельницу. За годы индустриализации и коллективизации была полностью ликвидирована неграмотность населения.
В 1936 году в селе была открыта полная средняя школа.
После начала ВОВ в октябре 1941 года оборудование Конгрессовского сахарного завода было эвакуировано в Стерлитамак БашАССР; также в восточные районы СССР эвакуировали значительную часть скота, трактора и некоторые другие материальные ценности.
В ходе Великой Отечественной войны с конца октября 1941 по февраль 1943 и с марта по пятое августа 1943 село находилось под оккупацией армией нацистской Германией, во время которой сахарный завод, колхоз, множество жилых домов были разрушены, в средней школе устроена немецкая конюшня, а 85 (по другим данным, более ста) жителей села вывезены на работы в Германию. Обучения детей в школе во время оккупации не было.
Село окончательно освобождено от гитлеровцев после победы в Курской битве во время Белгородско-Харьковской наступательной операции при охвате советскими войсками Грайворона 5 августа 1943 года.
286 жителей села защищали Родину на фронтах во время Великой Отечественной войны. Из них погибли 167 человек; на 1976 год 85 воинов были награждены орденами и медалями СССР.
После ВОВ в годы восстановления народного хозяйства СССР были отстроены полностью разрушенные немецкими захватчиками дома, построены новые помещения для колхозной фермы, зернохранилище, птицефермы, свинарник и другие помещения колхоза и совхоза; приобретены машины, трактора и другой инвентарь, построено около 200 новых жилых домов, отремонтирована школа, построено помещение детских ясель, детского сада и пекарни, восстановлен сахзавод, который в январе 1945 года уже работал. В восстановлении хозяйства колхоза им. Крупской, разрушенного фашистами, активное участие принимали жители во главе с председателем колхоза Ф. П. Шевченко. В 1953 году председателем колхоза избрали Семёна Арсентьевича Шведа, бывшего директора Одноробовской МТС.
Сразу после войны отремонтированную школу посещали от 290 до 400 учеников, в 1947/1948 учебном году учеников насчитывалось 730; также были открыты начальные школы в Тимофеевке, Скориках и Завадском.
В 1947 году Конгрессовский свеклосовхоз с сахзаводом (cуществовавший одновременно с местными колхозами и входивший в Министерство пищевой промышленности СССР) получил в среднем по 30,58 центнеров пшеницы с каждого гектара с участка площадью 82,8 га. В 1948 году директор совхоза И. А. Бурцев был удостоен звания Героя Социалистического Труда «за получение высокого урожая пшеницы при выполнении совхозом плана сдачи сельскохозяйственных продуктов в 1947 году и обеспеченности семенами зерновых культур для весеннего сева 1948 года».
В 1954 году три имевшихся в селе колхоза: в Александровке имени Крупской, носивший это имя с 1936 года, в Скориках имени ХТЗ, в Завадском имени Дзержинского, были объединены в один колхоз — имени Надежды Константиновны Крупской.
В 1953 году в колхозе Крупской был получен урожай зерновых культур по 10 центнеров с одного гектара, а в 1958 году — 16,7 цнт.; сахарной свеклы, соответственно, — 150 цнт. и 229 цнт., мяса на 100 га сельскохозяйственных угодий получено в 1953 7,7 цнт., в 1958 — 34,8цнт.; молока в 1953 — 43,8 цнт., в 1958—191,1 цнт. на 100 га угодий; доходы колхоза составляли в 1953 году 425 тысяч рублей, в 1958 — 1984 тыс. руб., а колхозники получали по 5 руб. 66 коп. на трудодень.
В 1958 году доход колхоза Крупской составил 1 миллион 984 тысяч советских рублей.
К 1960 году колхоз имени Крупской увеличил площадь посевов с 763 га до 1758 га, а всей земли — до 2268 га.
После образования в СССР совнархозов свеклосовхоз с сахкомбинатом вошли в Совнархоз пищевой и сахарной промышленности СССР.
В 1960 году находившийся в селе колхоз им. Крупской был реорганизован в филиал свеклосовхоза «Конгрессовский». Правление совхоза находилось в Конгрессовке; совхоз имел 4 отделения. Совхоз был интегрирован с сахкомбинатом и являлся рублёвым «миллионером» с момента реорганизации. Основными направлениями совхоза являлось выращивание сахарной свёклы для сахкомбината, а также выращивание зерновых и мясо-молочное производство.
К 1976 году основными стали свекловичное и молочное производство.
Конгрессовское (Александровское) отделение совхоза обрабатывало 2500 га сельхозугодий, в том числе 1700 га пахотной земли; имело две производственные и тракторную бригаду, большую молочно-товарную ферму и аэродром сельскохозяйственной авиации.
По состоянию на 1966 год численность населения составляла 2140 человек; в селе действовали государственный сахарный завод, государственная нефтебаза, кирпичный завод с узкоколейкой (на левом берегу Сахарного ставка), автобаза, средняя школа, музей Ленина (в школе), клуб на 420 мест с кинозалом, библиотека, общежитие сахзавода, амбулатория и больница на 25 коек. С 1945 по 1966 год в селе было построено 460 домов.
В 1970 году была построена новая средняя школа на 480 ученических мест; в 1972 году школе решением Совета Министров УССР присвоено имя пионера-героя Вани Васильченко. В 1973—1974 годах учителя и ученики возле школы посадили парк, где растут каштаны, липы, клёны, пирамидальные тополя, разбиты цветочные клумбы.
С 1945 по 1983 год Александровскую среднюю школу закончили 1656 учеников; награждены золотыми и серебряными медалями 119 выпускников; среди выпускников — доктор наук, 16 кандидатов наук, 14 человек на 1983 учились в аспирантуре.
В 1976 году к предприятиям добавился асфальтовый завод (в Скориках); население составило 1882 человека; в селе было 695 дворов; в школе 35 учителей обучали 480 учащихся; работали детский сад, детские ясли, 6 магазинов, швейная и обувная мастерские, парикмахерская, танцплощадка; фонды двух библиотек составили 32 300 томов.
К 1976 году 35 жителей села были награждены за мирный труд орденами и медалями СССР за успехи в развитии сельского хозяйства, просвещения и медицины; к 1983 году были награждены орденами и медалями за трудовые подвиги уже 64 человека.
В 1976 в селе было 106 членов КПСС и 106 членов ВЛКСМ.
В 1976 году в селе открылась новая пекарня.
В 1983 году в селе были два парка (старый и школьный), два ставка (Сахарный и Кочержин); кроме сахкомбината со своей нефтебазой, работали дом культуры на 400 мест, кирпичный завод, мельница, маслобойка, больница на 25 коек, шесть магазинов, сельский Совет, почта, сберкасса, АТС на двести номеров, радиоузел, школа на 480 мест, асфальтный завод, типовые фермы, склады для хранения минудобрений, три библиотеки, три столовые. Были построены 4 жилых восьмиквартирных дома и один 18-квартирный, асфальтированная дорога до Золочева, много других объектов; жители села имели в 1983 56 легковых автомобилей и 350 мотоциклов; почти каждая семья имела телевизор, радиоприёмник, стиральную машину, газовую плиту, и выписывала в среднем пять газет и журналов; многие имели личные библиотеки.
В 1993 году в селе работали амбулатория, больница, аптека, автоматическая телефонная станция, детский сад, асфальтный завод, межхозяйственное предприятие по производству говядины, почтовое отделение связи, рабкооп, радиоузел, сахкомбинат, сберегательная касса, совхоз «Конгрессовский», хлебопекарня, средняя школа.
В июле 1995 года Кабинет министров Украины утвердил решение о приватизации Конгрессовского сахарного завода, после чего государственное предприятие было преобразовано в открытое акционерное общество.
По данным переписи 2001 года, численность населения составляла 1671 человек.
В сентябре 2003 года сахарный завод был признан банкротом, но перешёл в собственность харьковской компании ООО «Синтал-Д» (впоследствии «Sintal Agriculture») и в 2005 возобновил производство и переработку сахара.
В 2006 году завод прошёл ремонт и модернизацию. В ноябре 2012 года завод окончательно остановился.
В конце 2012 стоимость сахзавода оценивалась в 1,7 миллиона долларов США.
В 2013 году было принято окончательное решение не возобновлять производство сахара на заводе.
В 1990-х годах были закрыты кирпичный и асфальтовый заводы, 2000-х годах была закрыта библиотека сахкомбината и уничтожена нефтебаза, в начале 2010-х годов было закрыто общежитие сахарного завода (1916—1924 года постройки).
Поскольку владелец — компания «Синтал Агрикультуре» имела долги на 70 миллионов гривен, сахзавод был заложен под кредит в банке ПУМБ. Банк отказался возобновить производство и реструктурировать долг.
К 2017 году, находясь в залоге у ПУМБа, градообразующее предприятие — сахарный завод был порезан на металлолом.
В 2020 году в ходе административной «реформы» был ликвидирован Александровский (Конгрессовский) сельский совет, просуществовавший 99 лет, как и весь Золочевский район.

## Названия
- Клёново-(Клено́во-)Новосёловка[2] (укр. Клинова-Новоселівка[5]) — XVIII век — 1861.
- Клино́вое[4] — название на российских военно-топографических картах Шуберта в середине XIX века.
- Липа́тровка[14] (простонар. от Клеопа́тровка) — неофициальное название в 19 веке, с 1840-х годов.
- Алекса́ндровка — 1861-62 — между 1920 и 1924.[24]
- Конгре́ссовка — 1920[17] −24[24][25][20] — между 1945 и 1966[26].
- Александровка — между 1945-66[26] и в настоящее время; местные жители продолжают называть село Конгрессовка.
- Конгрессовка — после распада СССР в 1990-х годах[35] село снова официально называлось Конгрессовкой.
- Александровка — в 2009—2022 годах на сайте ВРУ село опять официально называлось Александровка.

Сахарный ставо́к в Кленовой балке назван так потому, что на его берегу находится сахзавод; также во время сезона осенних дождей ямы-отстойники для жома сахарной свеклы объёмом в десятки тысяч тонн на заводе переполнялись, и «сахарная» вода белого цвета текла в ставок.
Кочержин ставок в Кочержиной балке называн потому, что там были капустные огороды.
Кукуянская сторона была названа так, поскольку находилась далеко от центра села: «хоть куку́й — не услышат.»

## Население
- По переписи Российской империи 1897 года — 631 человек: мужчин 337, женщин 294.[14]
- 1959 — 1325 чел.: мужчин 696, женщин 829.[14]
- На 1 января 1963 — дворов 975, 3348 чел. с пригородными нп (кроме Ивашков): мужчин 1434, женщин 1914.[14]
- Национальный состав населения в 1963: украинцев — 2705, русских — 606, белорусов — 37.[14]
- В 1963 работающих на заводе — 450 чел., на транспорте — 30, в торговле — 56, в системе просвещения и культуры — 52, в административном аппарате — 30, в сельском хозяйстве — 450, медработников — 12 человек.[14]
- 1966 — 2140 человек.[5]
- На 1 января 1983 — 2478 чел.: мужчин −1063, женщин — 1446.[14]
- По переписи 2001 года — 1671 человек: мужчин 770, женщина 901.

## Транспорт
На расстоянии трёх км от Александровки проходит граница с Россией.
Через село проходит автомобильная дорога Т-2103.
В 4-х км находится железнодорожная станция Муравский на старинном Муравском шляхе.
Автобусное сообщение с Золочевом через Лютовку.
Автобусное сообщение с Харьковом — проходящим междугородним автобусом Грайворон — Харьков.
Ближайшая ж.д. станция — Одноробовка (станция), 5 км.
В 1920-х годах к Конгрессовскому сахарному заводу и отстойникам для жома сахарной свеклы на окраине села была проведена ширококолейная железнодорожная ветка. Товарная станция и ж.д. тупики сохранялись до начала 2010-х годов (рельсы были сданы на металлолом в 2013 году). Во времена СССР сахкомбинат имел два-три собственных паровоза.

## Экономика
- Молочно-товарная ферма.
- Конгрессовский сахарный завод, ОАО. Построен в 1905—1913 годах (как Лютовский),[2]. С 2002 года завод принадлежал крупной киевской строительной фирме ТММ, входил в подразделение «Синтал Агрикультуре». Закрыт с 2012 года.[39][43]. К 2017 году, находясь в залоге у ПУМБа, завод был порезан на металлолом.[44][45] Как рассказал поставщик свеклы из ФГ «Альфа»: «Доморощенные бизнесмены дохозяйничались к тому, что однажды порезали оборудование и вывезли его прочь. С тех пор от завода остались только кирпичное здание и такая же кирпичная труба, сдавать свеклу стало некому.»[45]
- Совхоз «Конгрессовский» из 4-х отделений (Александровское (Александровка и Тимофеевка), Лютовское (Лютовка), Одноробовское (Одноробовка) и Возрожденовское (Возрожденовка); специализация — зерно и сахарная свекла. В 1977 году Александровское отделение Конгрессовского свеклосовхоза имело 2500 гектаров сельхозугодий, в том числе 1700 га пашни; две производственные, тракторную бригаду и молочно-товарную ферму с несколькими коровниками.[2] Совхоз был уничтожен в 1990-х годах (после 1995).

## Объекты социальной сферы
- Александровский клуб (дом культуры)[47], построен в 1924 году.[14]
- Александровская средняя школа (двухэтажная), построена в 1970 году.[14]
- Библиотека сахарного комбината, находившаяся в здании общежития сахзавода. Была открыта до революции и насчитывала более 20 тысяч томов. Уничтожена в 2000-х годах; весьма небольшое количество книг было передано в школьную библиотеку.

## Религия
В Александровке не было до 2010 года своего православного храма.
Жители ходили на службы в основном в построенную в 1765 году церковь в Лютовке, поскольку Александровка относилась к Лютовскому имению Хорватов-Клейнмихелей; а также в построенный в 1750 году храм Рождества Христова в Одноробовке. После же постройки в 19 веке Покровской церкви в Ново-Ивановке (Ивашках) Харьковской и Ахтырской епархии РПЦ данный храм стал для александровцев самым ближним.
В 2010 был освящён православный храм святого благоверного князя Александра Невского УПЦ МП, открытый 6 декабря 2010 года в бывшем помещичьем парке.

## Достопримечательности
- Братская могила советских воинов, погибших при освобождении села в 1943 году. Над ней установлен памятник павшим.[2]
- Памятная доска в честь советских воинов-односельчан, павших во время ВОВ.[2]
- Здание конторы управляющего сахарного завода, в советское время — заводоуправление (1914).[20] В 1990-х годах были уничтожены интерьеры, в частности, витая чугунная лестница, ведущая на второй этаж в кабинет управляющего.[20]
- Здание общежития и библиотеки сахарного завода (1924).[20]
- Памятник и могила пионера-героя Вани Васильченко (1920—1932), убитого куркулями.[5][2][49][50]
- Памятник В. И. Ленину,[2] установленный в сквере на бывшей пл. Ленина перед плотиной сахарного комбината. Был «декоммунизирован» в 2014 году.

## Улицы Александровки
- Железнодорожная улица.
- Зава́дская улица (в Завадском).
- Кукуянская улица (ведёт к Кочержину ставку).
- Улица Ленина (западная, нечётная сторона Садовой).
- Ломоносова улица.
- Набережная улица (над Сахарным ставком).
- Садовая улица (восточная, чётная сторона Ленина).
- Северная улица (в Скориках).
- Чадунели улица.
- Центральная улица (продолжается в Ивашках).
- Шевченко улица (в Скориках).
- Школьный переулок.

## Пункт пропуска через границу
Пункт пропуска «Александровка» расположен у Александровки (Тимофеевки) и обеспечивает пешеходное и автомобильное сообщение через границу Украины с Россией.
Со стороны России напротив находится пункт пропуска «Безымянное» Грайворонского района Белгородской области.
Характер перевозок — пассажирский (грузовой временно не совершается).
Вид пункта пропуска — автомобильный, пешеходный.
Статус пункта пропуска — местный, работает с 7.00 до 23.00.
Виды контроля на пункте пропуска «Александровка»:
- — радиологический,
- — пограничный,
- — таможенный.[51]

## Известные жители
- Автомонов, Павел Фёдорович (1922—1988) — советский писатель, сценарист, кандидат исторических наук.[5][14].
- Ваня Васильченко (1920—1932) — пионер-герой, в 1932 году убитый во время коллективизации| от рук куркулей[5][52][2][49][50]
- Душкин, Алексей Николаевич (1903—1977) — советский архитектор и градостроитель, лауреат трёх Сталинских премий.
- И. А. Бурцев — Герой Социалистического Труда (30.04.1948), орден «Знак Почёта», орден Ленина, директор сахкомбината.[34]
- А. П. Гурбунова — Герой Социалистического Труда (1948), звеньевая Тимофеевского отделения совхоза.[14]
- И. Д. Пустоваров. — Герой Социалистического Труда (1948)[5], заслуженный агроном УССР (1956), главный агроном свеклосовхоза.[14][2]
- Н. И. Рябко — Герой Социалистического Труда (1948), управляющий Тарасовским отделением свеклосовхоза.[14]
- И. П. Гриценко — заслуженный учитель УССР (1957),[5] кавалер орденов Октябрьской Революции и Трудового Красного Знамени.[14]
- В. И. Черкашин (директор сахкомбината, участник ВОВ),[14][2] М. Н. Прудыус (рабочая сахкомбината, участник ВОВ),[14][2] А. М. Зубрев,[2] И. А. Голобородько (старший учитель)[14] — кавалеры ордена Ленина[2]; бригадир тракторной бригады отделения имени Крупской И. В. Плахотник[2] дважды награждён орденом Ленина «за высокий урожай зерновых и технических культур.»[14]
- В. В. Криничко (Верховенко) — врач, челюстно-лицевой хирург, кандидат медицинских наук, доцент.
- В селе во время войны и оккупации жили родители советского генерала-диссидента Петра Григоренко[53].

## Руководители сахкомбината
- Клейнмихель, Николай Владимирович (1877—1918) — строитель и владелец сахзавода[14] (1905/13-январь 1918).
- Малик — комендант сахзавода (конец 1920—1921).[14]
- Бурцев, Иван Антонович (1905—1980) — директор[14] в 1940-41 и с 1943(?)-1950 годах.
- Черкашин В. И. (1915—1981) — директор[14] в 1965/66-1977.
- Чергинец, Михаил — директор в 1978-нач.1980-х.
- Вакал Б. В. — 1990-е(?)